# Christos Papakyriakopoulos
Christos Dimitriou Papakyriakopoulos, mais conhecido como "Papa" (em grego:  Χρίστος Δημητρίου Παπακυριακόπουλος; Atenas, 29 de junho de 1914 — 29 de junho de 1976) foi um matemático grego.